# Castelo de Alvito
O Castelo de Alvito é um monumento militar e uma pousada, situado na vila de Alvito, na região do Alentejo, em Portugal. É considerado um exemplo de um palácio fortificado, que conciliava as funções de uma fortaleza e de uma casa abastada. Também se destaca pela sua combinação de estilos, com vários elementos góticos e manuelinos, e de inspiração islâmica.
A sua construção foi ordenada por D. João II, para os Barões de Alvito, tendo sido concluído nos princípios do século XVI, já no reino de D. Manuel. Esteve na posse da mesma família durante cerca de quatrocentos anos, mas acabou por ser vendido à Casa Real Portuguesa no século XIX. Em 1910 foi classificado como Monumento Nacional, e em 1993 foi convertido numa Pousada de Portugal.

## História

### Antecedentes
O Castelo de Alvito não foi a primeira estrutura deste género a ser construída na vila, tendo existido anteriormente um paço, formado por várias casas fortificadas e uma torre, e que provavelmente se situava na área da Horta das Adegas, nas imediações da Ribeira de Odivelas. Em 20 de Março de 1279 faleceu Estevão Anes, chanceler de D. Afonso III, que deixou em testamento a vila, incluindo o paço, ao Convento da Santíssima Trindade, em Santarém. Alvito regressou à posse da coroa em 1283, e em 1472 sabe-se que o paço estava devoluto, sendo aproveitado como material de construção para outros imóveis.

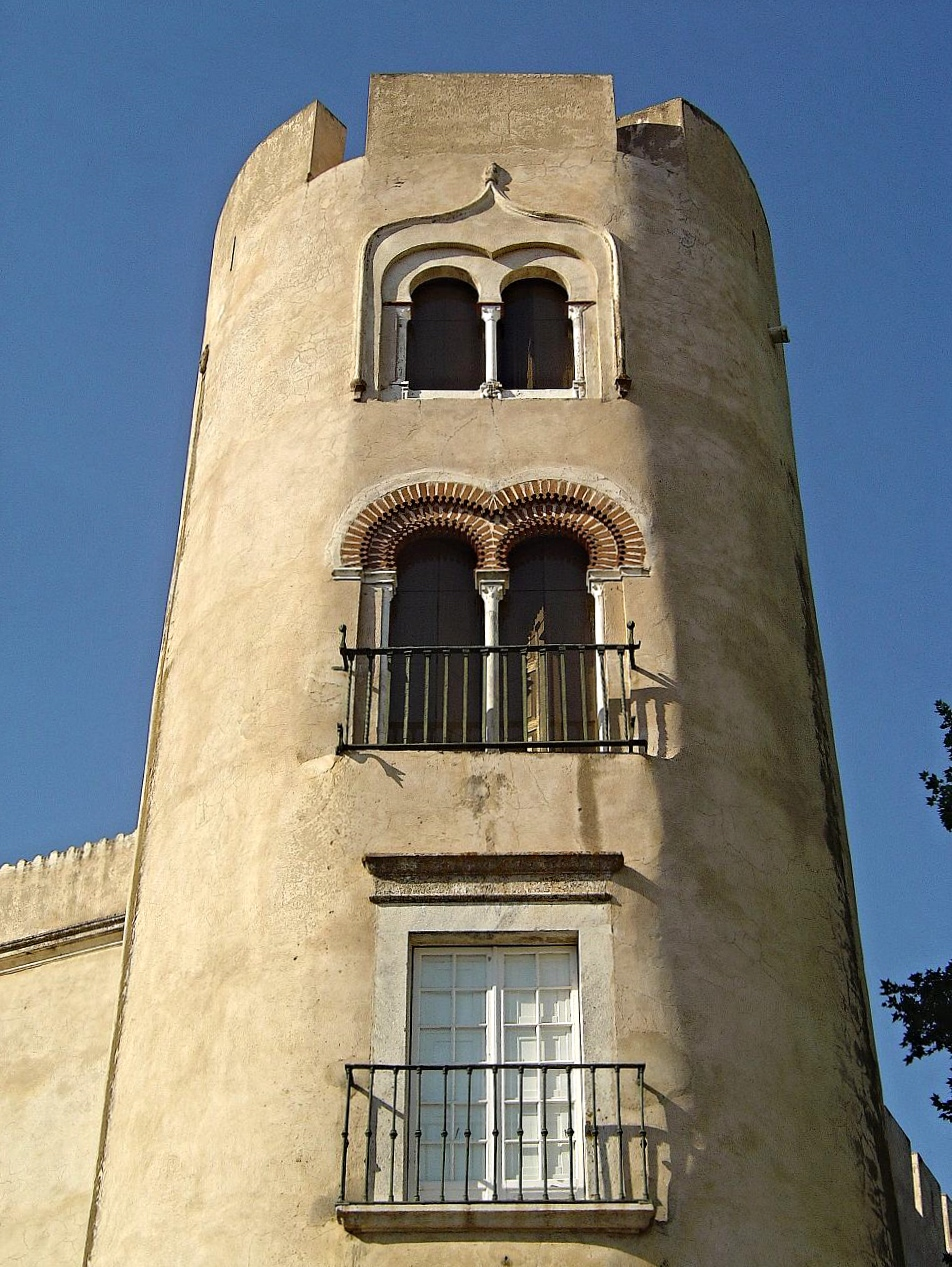
Pormenor de um torreão do castelo.

### Planeamento e construção
Em 1475, João Fernandes da Silveira recebeu de D. Afonso V o título de Barão de Alvito. Em 30 de Abril de 1481, foi autorizado pelo monarca a instalar um castelo num dos pontos extremos da vila, nas imediações de uma fonte, numa área para a qual se tinha expandido o casario. D. Afonso V determinou igualmente que sua construção trabalhassem os moradores de Alvito e das redondezas.
Alexandra Forjaz transcreveu na sua obra O Marquês Barão de Alvito a carta régia de 1481, preservada na Torre do Tombo:
«(Pera se fazer hu castello em Alujto)

Dom Afonso V…, a todos quantos esta carta virem fazemos saber que olhando nós o sitio da Vila de Alvito que é por ora de Dom. João da Silveira, barão dela e dona Maria Lobo sua mulher… fazer um castelo e como seria proveitoso para a sua defesa e dos moradores no tempo de guerra e ainda para se em ele acolherem os moradores das outras terras da baronia do dito barão de que ela é principal e cabeça e conhecendo que as fortalezas e castelos fortificam e honram o Reino… havemos por bem e por esta damos lugar e licença ao dito barão que ele possa fazer na dita vila, … que ele entender mais conveniente.»
Porém, as obras só se iniciaram cerca de treze anos depois, em 13 de Agosto de 1494, por ordem de D. João II. João Fernandes da Silveira tinha entretanto falecido em 1488, pelo que os trabalhos foram feitos pelo seu filho, D. Diogo Lobo da Silveira, cujos benefícios tinham sido confirmados por D. João II em 1489, e posteriormente por D. Manuel. Com efeito, a obra abrangeu os reinados destes dois monarcas, tendo-se iniciado ainda durante o período de D. João II, e terminado em 1504, já durante o reinado de D. Manuel. O Castelo de Alvito foi um dos últimos em território nacional a ter uma torre de menagem, podendo ser enquadrado num conjunto de fortificações, edificadas durante a primeira fase do reinado manuelino, que ainda mantiveram este vestígio da tradição medieval, e que também incluem os castelos de Pinhel, Penamacor, Terena e Arzila.
Ao mesmo tempo, o Castelo de Alvito constitui um notável exemplo de uma casa-forte ou palácio fortificado, que consiste numa residência abastada ou edifício religioso com fortes elementos defensivos, conceito que terá nascido no Médio Oriente e sido introduzido em Portugal pelos cavaleiros templários. Começaram a ser construídos durante o período reconquista, tendo alcançado um grande desenvolvimento nos finais do século XV e inícios do XVI, coincidente com o reinado de D. Manuel. Outros dois exemplos deste tipo de construção no Alentejo incluem a Ermida de São Brás, em Évora, e o Castelo de Vila Viçosa.
Logo em 1512 iniciou-se uma nova fase de obras, de forma a reforçar e altear a fortificação. Em 1531 o castelo foi o local de nascimento do príncipe D. Manuel, filho dos reis D. João III e de D. Catarina, que se tinham mudado para Alvito devido a uma epidemia de peste em Évora. Em 1548 foi construída a capela, e nos finais da centúria o castelo voltou a ser alvo de obras, com a instalação da escadaria para a capela, e a arcada no corpo setentrional.

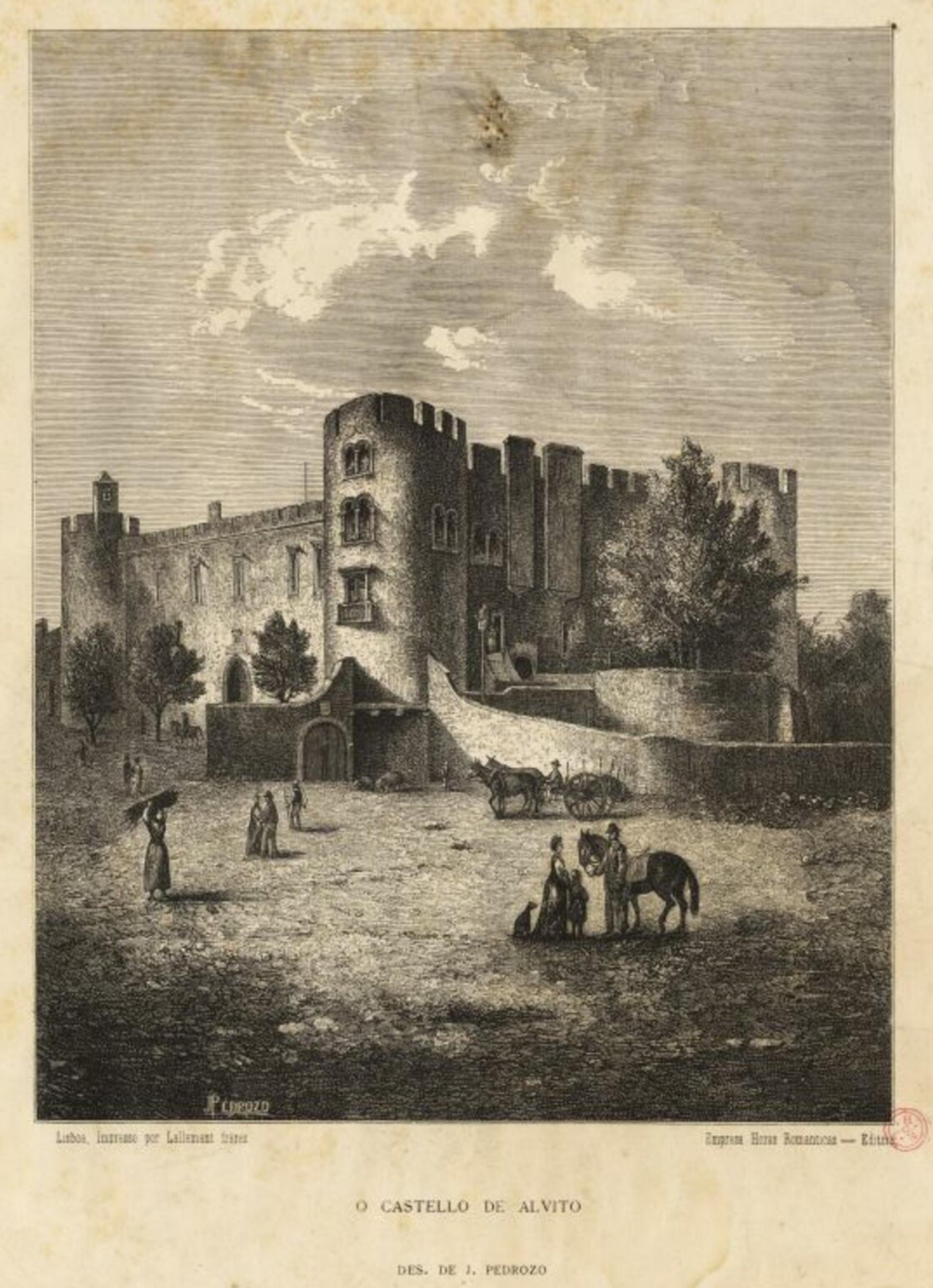
Castelo de Alvito, desenhado por João Pedroso na década de 1870.

### Séculos XVIII e XIX
Em 1747 o castelo foi descrito pelo Padre Luís Cardoso como tendo cinco torres, sobre as quais estava edificado o paço do barão-conde, e que a torre de menagem ainda estava incompleta. De acordo com os relatos de Frei Ambrósio Brochado, a fortaleza não foi danificada pelo Sismo de 1755. Em 1777 foi alvo de trabalhos de remodelação e restauro, por ordem de D. Maria Bárbara de Meneses.
Nos finais do século XIX, o décimo sexto detentor do título, D. José, trespassou o castelo para a Casa de Bragança, processo que se iniciou com um contrato de compra e venda com D. Luís, e terminou em 1897, já durante o reinado de D. Carlos. Desta forma, concluiu-se um período de cerca de quatrocentos anos, durante os quais a família foi a detentora do castelo. Esta venda deveu-se a problemas financeiros, causados pelas grandes alterações políticas, sociais e económicas que se verificaram ao longo do século XIX. Segundo o contrato assinado com D. Carlos, o barão e a sua esposa puderam residir no castelo até ao falecimento de ambos, tendo D. José falecido em 16 de Novembro de 1917, e D. Carolina Augusto Duarte em 1936. Entretanto, em 1915 D. Manuel determinou que o imóvel passasse a fazer parte da Fundação da Casa de Bragança. Durante o processo de venda e a sua ocupação final pelos barões de Alvito, parte do castelo foi arrendado, motivo pelo qual foram instalados alguns anexos no pátio.

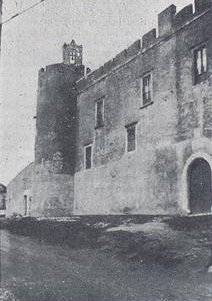
Fotografia do Castelo de Alvito, publicada na obra Album Alentejano, de 1931.

### Século XX
O castelo foi classificado como Monumento Nacional em 1910. O Decreto n.º 27395, de 26 de Dezembro de 1936, classificou várias peças no interior do castelo como de valor artístico, nomeadamente duas mesas em pau-preto do século XVIII, um contador indo-português quinhentista, e parte do recheio da capela. Em 1941 a Direcção-Geral dos Edifícios e Monumentos Nacionais fez extensas obras no castelo, que incluíram a reparação dos telhados, demolição de paredes e escadas, reparação e reconstrução das ameias, e a instalação dos merlões na torre de menagem.
Em 1975, a Comissão de Moradores de Alvito instalou-se no castelo, que foi alvo de obras para este fim. Em 1980 a Secretaria de Estado mostrou interesse em adaptar o castelo numa pousada, pelo que governo iniciou negociações com a Fundação da Casa de Bragança para a aquisição ou cedência do imóvel. Assim, Alvito poderá considerado um exemplo tardio de uma prática de adaptação de monumentos a pousadas, que perdurou principalmente entre as décadas de 1950 e 1970. Entre 1980 e 1982 o imóvel foi novamente alvo de trabalhos de restauro, com a reparação dos panos de muralha e dos muros da cerca, além de outras intervenções. O plano para a conversão do castelo em pousada foi elaborado em 1991, tendo o estabelecimento hoteleiro sido inaugurado em 1993. O plano para a reconversão do castelo em pousada foi da autoria do arquitecto Manuel Bagulho, enquanto que o arranjo dos espaços exteriores foi entregue a Ribeiro Telles. Como parte desta intervenção, foram recriadas as hortas, um laranjal e as vinhas, além de um bebedouro para pássaros e um miradouro.

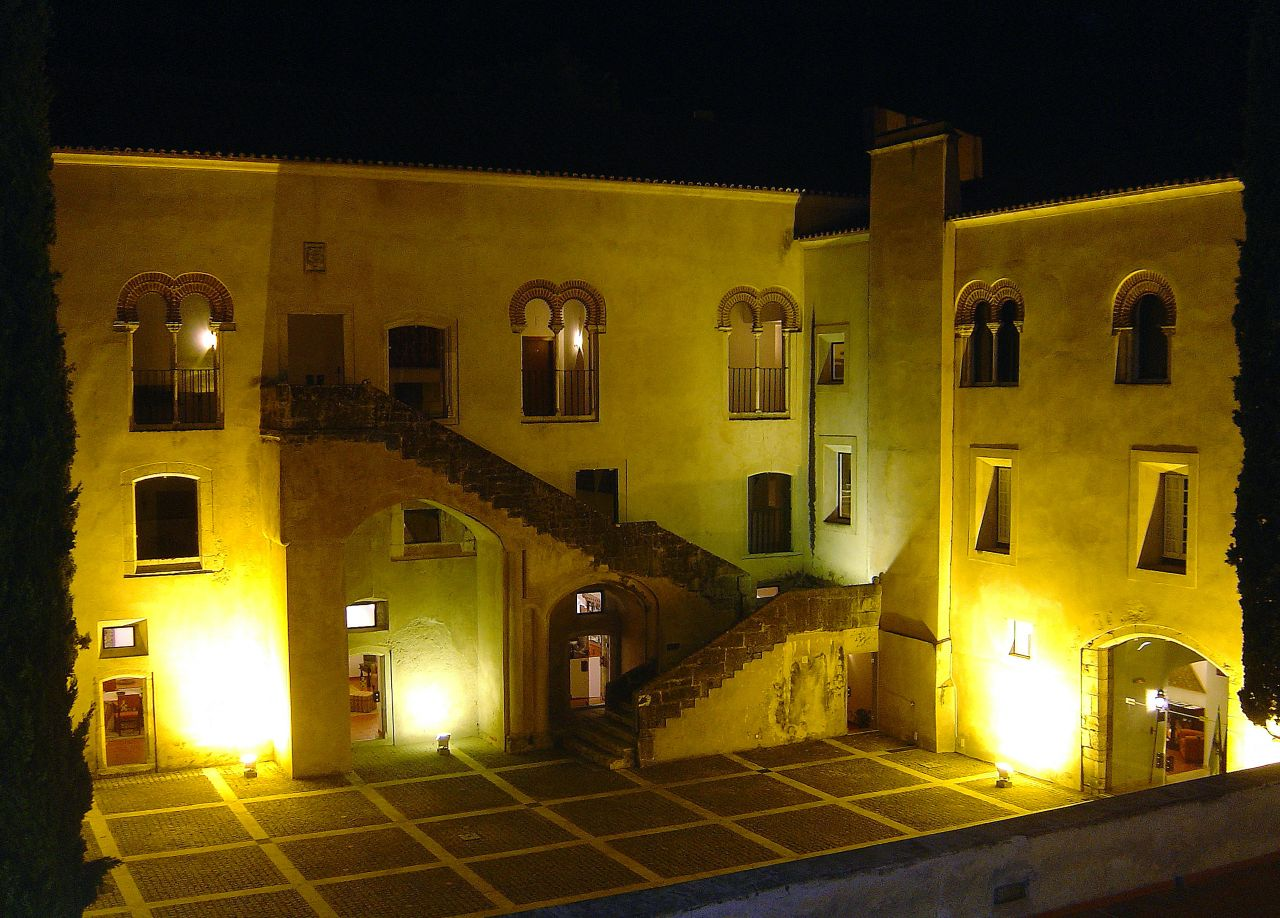
Interior do castelo durante a noite, em 2006.

### Século XXI
Em 2010, a pousada encontrava-se com graves problemas de conservação, principalmente nas paredes exteriores, com pelo menos um muro já parcialmente arruinado. O Grupo Pestana Pousadas garantiu ao jornal Público em Abril desse ano que estavam programadas obras de restauro, tendo já sido iniciado o processo de licenciamento para esta intervenção, faltando apenas a aprovação por parte da Direcção Regional da Cultura e do Instituto de Gestão do Património. Porém, acabou por encerrar em Novembro de 2015, tendo sido reaberta em 30 de Junho de 2016, na sequência de um acordo entre a autarquia, a Escola Profissional de Alvito, o Grupo Pestana, que antes geria a pousada, e a Casa de Bragança, que é a proprietária do espaço. No âmbito deste protocolo, além de funcionar como uma pousada, seria igualmente uma escola, servindo como ponto de partida para novos profissionais nos ramos ligados à hotelaria. Aquando da reabertura, a capacidade da pousada foi ampliada para vinte quartos. Em 2019, a pousada albergou a exposição de fotografia Alentejo – ontem, hoje, amanhã, de Jerónimo Heitor Coelho.
Em 2023, o director da Escola Profissional de Alvito, António Coelho, referiu ao jornal Diário do Alentejo que aquele estabelecimento de ensino estava a planear a reestruturação da Pousada do Castelo de Alvito, «para que possa vir a ser, mantendo a qualidade do serviço que já a carateriza, um hotel de aplicação para os nossos alunos. Com este alinhamento faremos crescer a escola, a pousada, o concelho e, naturalmente, a região Alentejo». Em 29 de Janeiro desse ano, o Grande Priorado de Portugal da Ordem Soberana Militar do Templo de Jerusalém organizou a sua segunda sessão capitular na Capela da Pousada do Castelo de Alvito, durante a qual foram investidos seis novos escudeiros, no sentido de reforçar a presença daquela ordem na região do Alentejo.

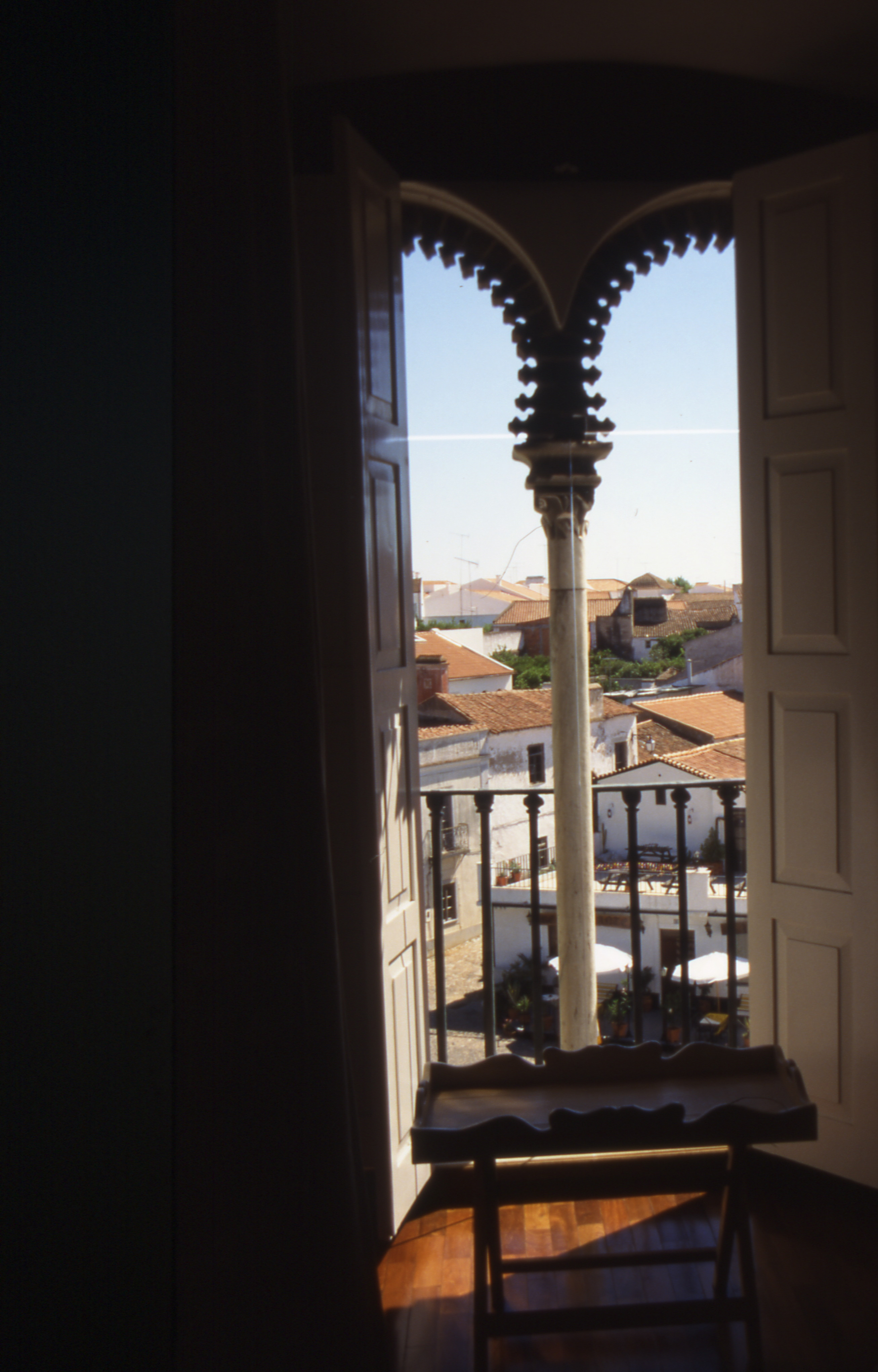
Interior de uma das salas no castelo, vendo-se a janela ricamente decorada.

## Descrição

### Localização
O monumento está situado no interior da vila de Alvito, junto ao Largo do Castelo e da Rua Almeida Garrett, e nas imediações do Rossio de São Sebastião, onde se encontra uma ermida histórica. Perto do castelo destaca-se igualmente a existência de uma oliveira milenar, que foi classificada como de interesse público pela Autoridade Florestal Nacional em 2010.

### Composição
O imóvel consiste num antigo solar fortificado, combinando os traços comuns de uma casa abastada com vários elementos típicos dos edifícios militares, como panos de muralha rectilíneos terminando em merlões, torreões para reforço, e uma torre de menagem.
O castelo em si apresenta uma planta rectangular, com um torreão de forma cilíndrica em cada um dos quatro cantos, e uma torre de menagem adossada à face poente da muralha. Um dos torreões é de planta oval, enquanto que os outros três são circulares. A torre de menagem, de planta quadrada, é de especial interesse pelos seus elementos góticos, nas coberturas entre as divisões dos três pisos. O piso térreo era originalmente destinado a funções ligadas com a agricultura, enquanto que os andares superiores eram utilizados como residências. Todas as torres, incluindo a de menagem, possuem gárgulas, situação que contrasta com outros castelos em território nacional, como os de Pinhel, Beja ou Estremoz, que apresentam estes elementos apenas na torre de menagem. Os panos de muralhas são encimados por um caminho da ronda, onde se encontram merlões rasgados por seteiras.
As várias partes do recinto estão organizadas em torno de um pátio central, que antes era a praça de armas, com as muralhas viradas a sudeste e sudoeste em configuração de edifício apalaçado, enquanto que as restantes serviam apenas como ligação entre as torres. O castelo era originalmente protegido por um fosso, que era transposto por uma ponte levadiça na porta principal, na fachada ocidental. A porta é em arco chanfrado, e em cima tem um lápide comemorativa, recordando que as obras foram iniciadas durante o reinado de D. João II, e concluídas no de D. Manuel. No canto Sul do pátio encontra-se uma escadaria que dá acesso a vários compartimentos, incluindo a capela, a Sala dos Veados e os quartos instalados nas torres. A capela é dedicada ao Espírito Santo, sendo nos princípios da década de 1930 equiparada a uma igreja.
Apresenta vários traços islâmicos e manuelinos, sendo considerado como um dos principais monumentos manuelinos no concelho de Alvito. A influência muçulmana é visível nos elementos decorativos, e nos vãos e nas janelas do piso nobre, com arcos em ferradura e canopiais, de configuração mainelada e com os os capitéis ricamente decorados com motivos naturalistas. Os materiais utilizados são a argamassa e tijolo, sendo este último aplicado nas aduelas.

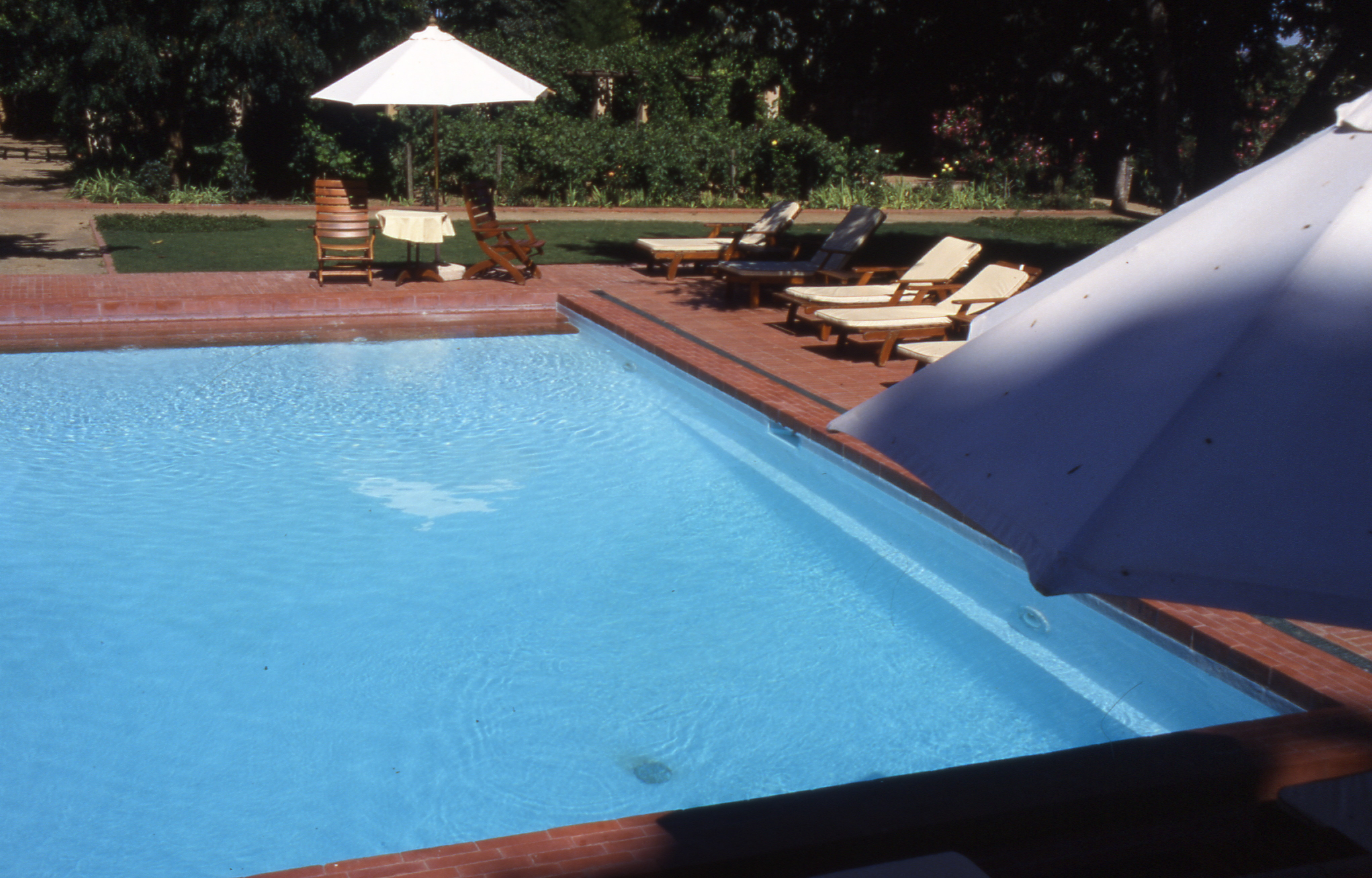
Piscina da pousada, em 1999.

### Pousada
Aquando da sua reabertura, em 2016, a pousada era equiparada a um hotel de quatro estrelas, contando então com vinte quartos.
O complexo da pousada aproveita todo o antigo castelo, ocupando tanto os edifícios no interior como as estruturas defensivas. Fora do castelo, no seu lado oriental, foi construído um complexo de raiz para instalar vários serviços necessários à pousada, como uma lavandaria, áreas para o pessoal, armazéns e um cozinha. Este novo espaço comunica com as dependências na interior da pousada através de túneis por debaixo da muralha, preservando desta forma as estruturas históricas. Dentro do castelo em si, o piso térreo é ocupado por áreas comuns do hotel, além de um restaurante, bar e a recepção. O primeiro andar, correspondendo aos antigos edifícios do castelo e ao torreão oval, continha em 2010 onze unidades de alojamento, além de um terraço encostado à muralha oriental. No segundo andar também é destinada ao alojamento dos hóspedes, possuindo em 2010 oito quartos, um dos quais igualmente instalado no torreão oval, e uma capela. Existe também um terceiro andar, distribuído pelos antigos corpos meridional e ocidental do castelo. Um dos principais elementos da pousada são os jardins.
Além das suas funções turísticas, o imóvel também sido utilizado como local para a organização de vários eventos culturais e cerimónias cívicas, tendo por exemplo albergado a exibição do documentário Exodus, our journey to Europe em 2017, uma peça de teatro em 2019, um concerto da Orquestra Albicastrense em 2020, a cerimónia de assinatura de um contrato para a adaptação de um edifício a casa mortuária em Alvito, em Junho de 2022, e o lançamento do livro Adegas do Alentejo 2, de Jerónimo Heitor Coelho, em Novembro desse ano.

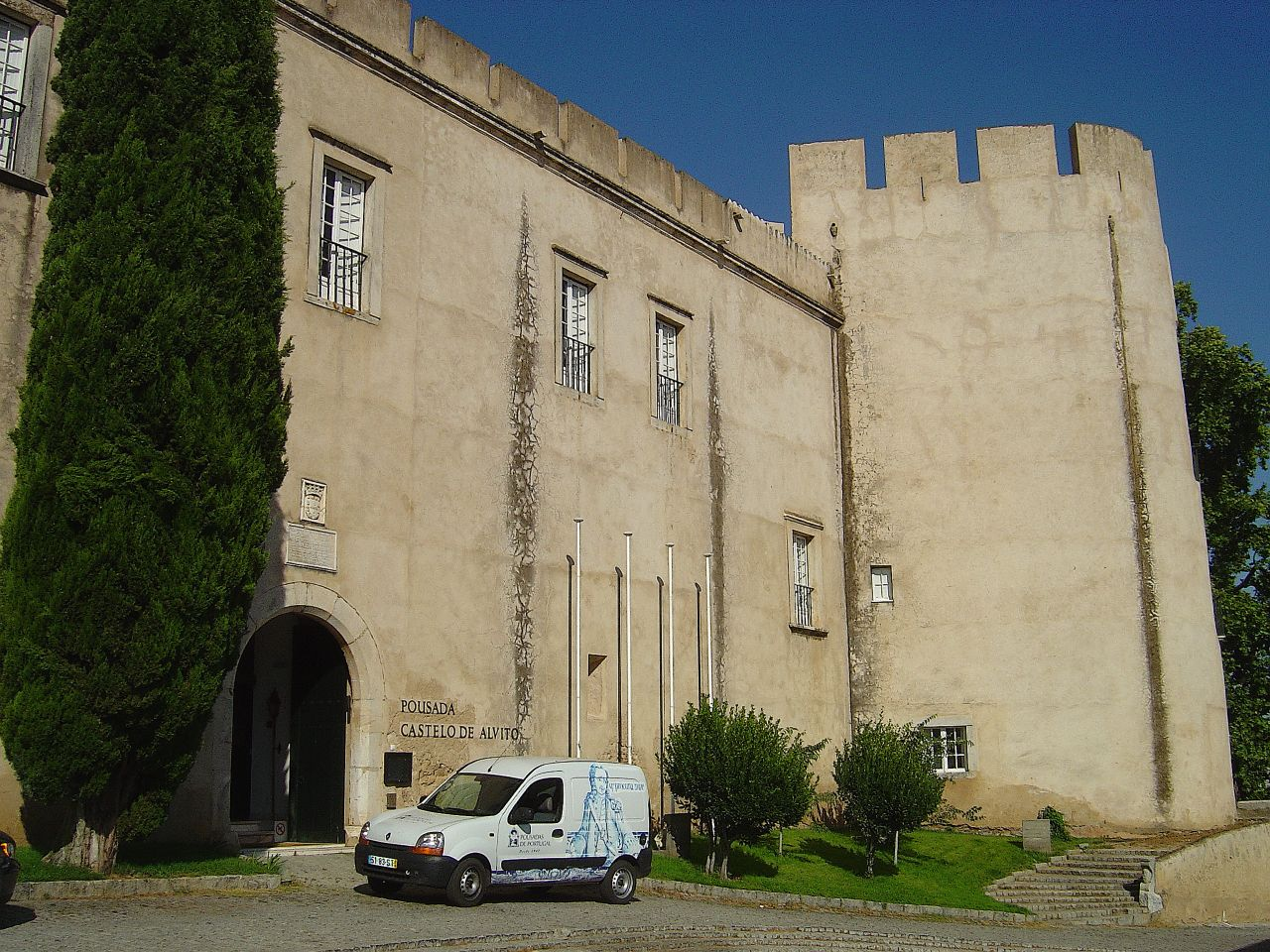
Fachada Sudoeste do castelo em 2005, com a entrada principal.

## Leitura recomendada
- ALMEIDA, Fialho de (2005) [1908]. Em Alvito o castelo 2.ª ed. Alvito: Câmara Municipal de Alvito. 47 páginas
- BARROS, Maria de Fátima Rombouts de. Alvito: História e histórias. Beja e Alvito: Região de Turismo da Planície Dourada e Câmara Municipal de Alvito. 79 páginas. ISBN 978-989-95488-4-8
- MANIQUE, Luiz de Pina (2005). A arte manuelina na arquitectura de Alvito: Impressões e apontamentos. Alvito: Câmara Municipal de Alvito. 123 páginas. ISBN 972-9511-49-7